# سیارک ۲۹۲۴
سیارک ۲۹۲۴ (به انگلیسی: 2924 Mitake-mura، نامگذاری:1977DJ2) دو هزار و نهصد و بیست و چهارمین سیارک کشف شده‌است که در ۱۸ فوریه ۱۹۷۷ کشف شد.
قدر مطلق سیارک برابر ۱۲٫۲۰ است.